# Paul Müller-Kaempff
Paul Müller-Kaempff (né le 16 octobre 1861 à Oldenbourg, mort le 5 décembre 1941 à Berlin) est un peintre allemand.

## Biographie
Paul Müller-Kaempff est le sixième enfant de Dode Emken Müller (de), médecin de l'armée du grand-duché d’Oldenbourg, et son épouse Marie Christine Wilhelmine Kaempff. Jusqu'en 1882, il étudie à l'ancien lycée d'Oldenbourg (de). Il étudie d'abord à l'académie des beaux-arts de Düsseldorf puis de 1883 à 1886 à l'académie des beaux-arts de Karlsruhe auprès de Gustav Schönleber et de 1886 à 1888 à l'académie des arts de Berlin auprès de Hans Fredrik Gude, avec comme camarade Georg Müller vom Siel (de).
Le nom de Paul Müller-Kaempff est principalement associé à la colonie d'artistes basée à Ahrenshoop. À l'occasion d'un voyage en 1889 dans le Fischland-Darss-Zingst en compagnie de son ami peintre Oskar Frenzel (de), il découvre ce village de pêcheurs. Il y construit une maison en 1892 et ouvre une école de peinture en 1894. D'autres artistes viennent aussi ici : Anna Gerresheim, Elisabeth von Eicken (de), Friedrich Wachenhusen (de), Fritz Grebe, Heinrich Schlotermann (de), Theobald Schorn (de), Hugo Richter-Lefensdorf (de)...
En 1904, Paul Müller-Kaempff et Else Schwager (de), son ancienne élève et sa future épouse, créent une école de peinture à Oldenbourg.
En mai-juin 1908, il rend visite à Georg Müller vom Siel, qu'il n'avait plus vu depuis leurs études à Berlin, et à sa colonie à Dötlingen. Il y fait une série de paysages reproduisant la Hunte, la lande et les maisons typiques.

## Œuvre

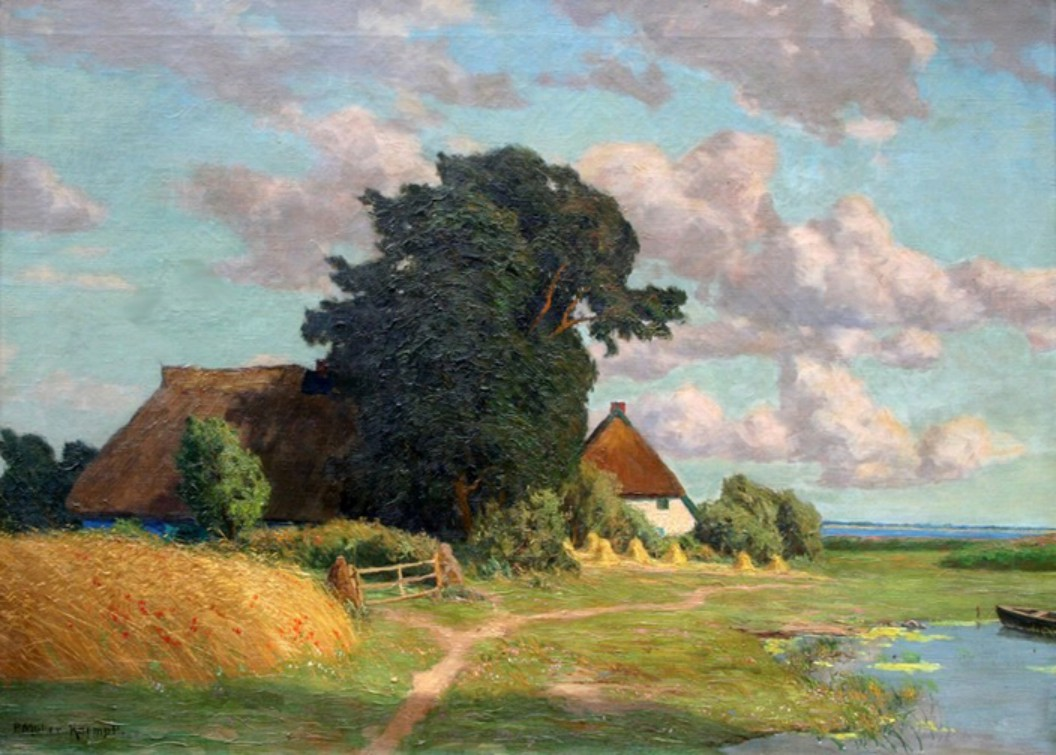
Ferme avec champ de céréales sur le Saaler Bodden, 1900

Müller-Kaempff devient célèbre pour ses paysages et est l'un des peintres de ce genre les plus appréciés à la fin du XIXe siècle. Outre des peintures, des aquarelles, des pastels et des dessins, il conçoit également des meubles, des cartes postales, des lithographies et des illustrations de livres. Ses œuvres sont acquises par des musées à Rostock, Oldenbourg, Kiel et Hambourg ainsi que par des collectionneurs privés comme le prince Eitel-Frédéric de Prusse.

## Source, notes et références
- (de) Cet article est partiellement ou en totalité issu de l’article de Wikipédia en allemand intitulé « Paul Müller-Kaempff » (voir la liste des auteurs).